# Boli Bolingoli-Mbombo
Boli Bolingoli-Mbombo, né le 1er juillet 1995 à Kinshasa au Zaïre (aujourd'hui la république démocratique du Congo), est un footballeur belge qui joue au poste de défenseur au Standard de Liège.

## Carrière

### Jeunesse
Durant sa jeunesse, Boli Bolingoli joue pour plusieurs clubs anversois. Il fait ses débuts au Berchem Sport et atterrit via le KSK Beveren et l'Antwerp FC en 2009 chez les jeunes du Germinal Beerschot, alors en première division. Un an plus tard, il entre au centre de formation du Club Bruges KV. En 2012, il est repris dans le noyau espoirs puis en équipe A un an plus tard.

### Club Bruges KV
Bolingoli fait ses débuts officiels sous les couleurs brugeoises le 26 juillet 2013. Il dispute les dernières minutes du match contre le Sporting Charleroi en remplacement de Maxime Lestienne. Au Club Bruges, il passe du poste d'attaquant à celui de défenseur.
Le 19 mars 2015, il inscrit un doublé face au Beşiktaş en huitième de finale retour de la Ligue Europa, permettant ainsi à son équipe de se qualifier pour les quarts de finale.

## Statistiques
| Saison                | Club                  | Championnat           | Championnat | Championnat | Coupe(s) nationale(s) | Coupe(s) nationale(s) | Compétition(s) continentale(s) | Compétition(s) continentale(s) | Compétition(s) continentale(s) | Total | Total |
| Saison                | Club                  | Division              | M.          | B.          | M.                    | B.                    | Comp.                          | M.                             | B.                             | M.    | B.    |
| 2013-2014             | Club Bruges KV        | Jupiler Pro League    | 7           | 1           | 1                     | 0                     | C3                             | 1                              | 0                              | 9     | 1     |
| 2014-2015             | Club Bruges KV        | Jupiler Pro League    | 11          | 0           | 3                     | 2                     | C3                             | 6                              | 3                              | 20    | 5     |
| 2015-2016             | Club Bruges KV        | Jupiler Pro League    | 14          | 0           | 1                     | 0                     | C3                             | 7                              | 1                              | 22    | 1     |
| Sous-total            | Sous-total            | Sous-total            | 32          | 1           | 5                     | 2                     | -                              | 14                             | 4                              | 51    | 7     |
| Total sur la carrière | Total sur la carrière | Total sur la carrière | 32          | 1           | 5                     | 2                     | -                              | 14                             | 4                              | 51    | 7     |

## Palmarès
- Club Bruges KV
  - Coupe de Belgique
    - Vainqueur : 2015

  - Championnat de Belgique
    - Champion : 2016

  - Supercoupe de Belgique
    - Vainqueur : 2016

- Rapid Vienne
  - Coupe d'Autriche
    - Finaliste : 2019

- Celtic Glasgow
  - Championnat d'Écosse
    - Champion : 2020

## Vie privée
Boli Bolingoli est le cousin des footballeurs Jordan et Romelu Lukaku, et par conséquent le neveu de Roger Lukaku. Il possède également la nationalité congolaise.